# Bombdådet mot Australiens ambassad i Jakarta 2004
Bombdådet mot Australiens ambassad i Jakarta 2004 inträffade den 9 september 2004 vid Australiens ambassad i Jakarta Selatan (Södra Jakarta) i Jakarta i Indonesien. Minst nio personer omkom, och 182 skadades. Islamiströrelsen Jemaah Islamiyah misstänktes tidigt.

### Fotnoter
1. ↑  ”Oro i Australien efter Jakartadåd”. Svenska Dagbladet. 10 september 2004. http://www.svd.se/oro-i-australien-efter-jakartadad. Läst 13 oktober 2015.